# Heinz-Flohe-Stadion
Das Heinz-Flohe-Stadion (bis 2024 Erftstadion) ist eine städtische Sportanlage, welche 1993 in der Nähe der Erft in Euskirchen errichtet wurde. Die Anlage besteht aus einem Naturrasenplatz mit Leichtathletikanlagen, einer Tribüne mit 550 überdachten Sitzplätzen, ca. 5000 Stehplätzen und einem angrenzenden Kunstrasenplatz und ist mit einer Flutlichtanlage ausgestattet.

## Geschichte

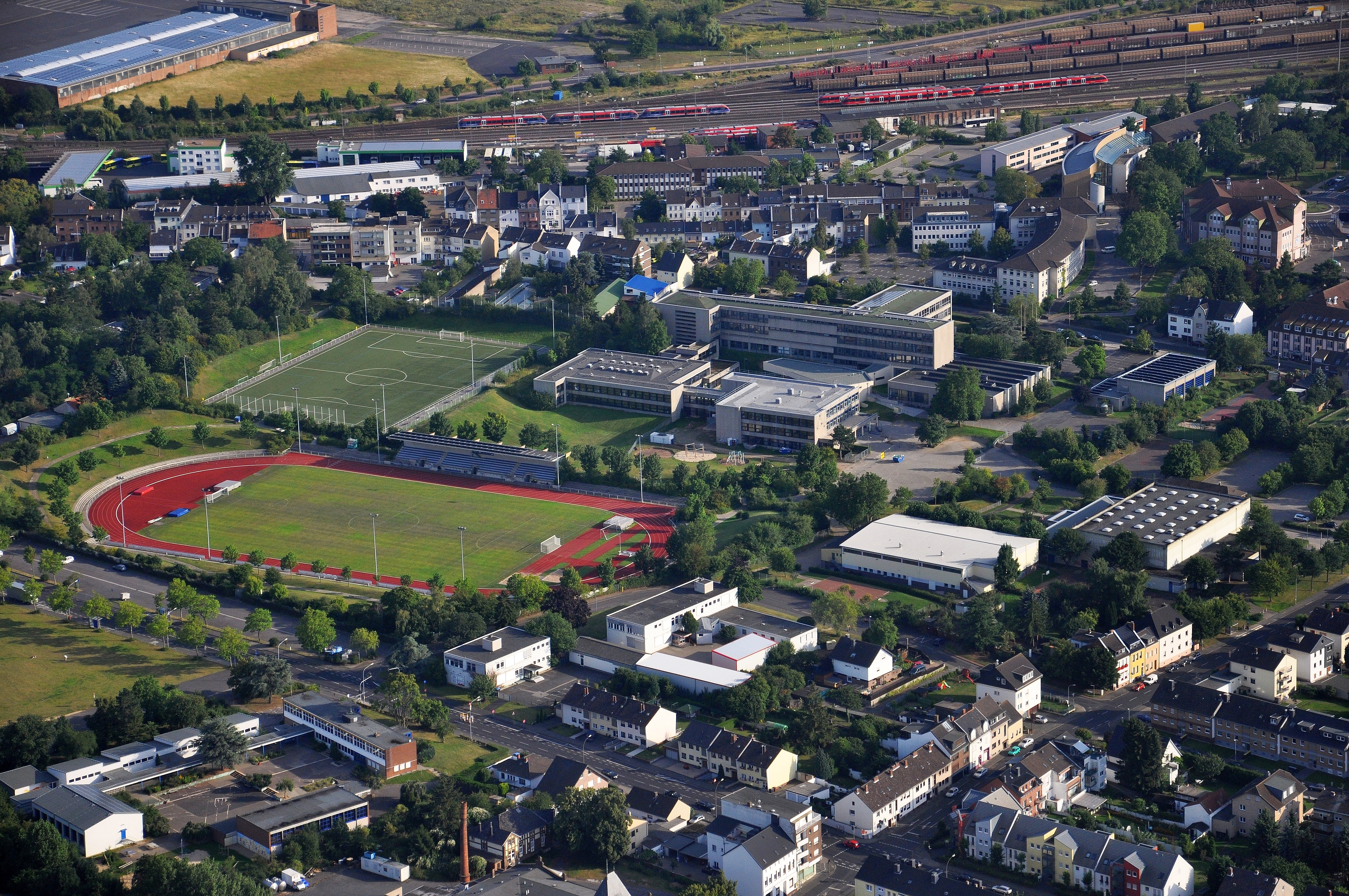
Lage in Euskirchen (2012)

Bereits 1970 wurde an der Stelle des heutigen Stadions die Sportplatzanlage Erftstadion errichtet. Am 4./5. September 1993 wurde das Erftstadion in seiner heutigen Form eröffnet. Im Rahmen der Eröffnungszeremonie absolvierte der Zehnkämpfer und Bronzemedaillen-Gewinner der Leichtathletik-Weltmeisterschaften 1993, Paul Meier, einen Stunden-Zehnkampf und der symbolische Stadionschlüssel kam per Fallschirmspringer im Stadion an. Seitdem wurden einzelne Modernisierungen durchgeführt. Unter anderem eine neue Kunststoffbahn, neue Hochsprunganlagen, Solaranlagen und zuletzt eine neue Stabhochsprung- und Diskusanlage.
2006 fand hier ein Spiel der Fußball-Weltmeisterschaft für Menschen mit Behinderung statt und 2008 ein Länderspiel der deutschen U17-Nationalmannschaft gegen Schottland.
Ende 2019 stand zur Debatte, ob das Erftstadion zu Ehren des Weltmeisters und ehemaligen ETSC-Spielers und -Trainers Heinz Flohe in Heinz-Flohe-Sportpark umbenannte werden solle. Man entschied sich jedoch für die Sportanlage Im Auel, deren Umbenennung 2021 erfolgen sollte. 2023 wurde vom Euskirchener Stadtrat der Beschluss gefasst doch das Erftstadion in Heinz-Flohe-Stadion umzubenennen.
Am 19. Juli 2024 wurde das Erftstadion offiziell in Heinz-Flohe-Stadion umbenannt. Um Heinz Flohe zu ehren, fand an diesem Tag ein Testspiel seiner alten Mannschaft, des 1. FC Köln, gegen den belgischen Erstligisten VV St. Truiden statt.
Das Stadion wird regelmäßig von den umliegenden Schulen, Emil-Fischer-Gymnasium und GGS Nordstadt, für den Schulsport und von den Euskirchener Vereinen TSC Euskirchen, LGO Euskirchen/Erftstadt und LC Euskirchen für Fußball- und Leichtathletiktraining und -veranstaltungen genutzt. Darüber hinaus findet montags der DFB-Stützpunkt und mittwochs die Abnahme des Deutschen Sportabzeichens statt. Zudem wird es gelegentlich für andere Veranstaltungen, wie Boxkämpfe, genutzt.

## Ausstattung
Die Leichtathletikanlage vom Typ B ist mit 7 Laufbahnen auf der Tribünenseite, die als Sprintgeraden für Sprint-Wettbewerbe bis 110-Meter-Hürdenlauf genutzt werden können, und 6 Rundbahnen über 400 Meter für alle weiteren Laufdisziplinen ausgestattet. Weiterhin verfügt das Stadion über eine Dreisprunganlage, die auch als normale Weitsprunganlage nutzbar ist, sowie vier weitere Weitsprunganlagen im Startsektor. Ferner ist der Platz mit einer Stabhochsprunganlage und zwei Hochsprunganlagen sowie einer Diskuswurf- und zwei Speerwurfvorrichtungen ausgestattet. Die Platzinnenfläche ist mit Rasen bepflanzt. Um den Hauptplatz herum wurde ein rund 650 m langer Umlaufweg angelegt, der im Südosten auch den Hauptplatz vom Kunstrasenplatz trennt. Diese ebenfalls mit Flutlicht ausgestattete Anlage ist als reiner Fußballplatz angelegt.
Unter der Haupttribüne befinden sich die Umkleidekabinen, sanitären Einrichtungen und Geräteräume. Hier befindet sich zudem der Haupteingang des Stadions.
Zum gesamten Sportkomplex gehören zudem die Willi-Maurer-Halle, die Ohm-Mirgel-Halle, die Jahnhalle und eine Kugelstoßanlage.